# Åke Schmägers
Åke Georg Schmägers, född 19 mars 1905 i Göteborg, död 22 februari 1970 i Stockholm, var en svensk målare och tecknare.
Han var son till uppfinnaren Johan Alfred Gustavsson-Schmägers och Anna Gustafsson. Schmägers studerade konst vid Blombergs målarskola i Stockholm 1926, Académie Falguière i Paris 1926–1927 och i München 1927 samt under studieresor till Belgien, England, Italien och Kanarieöarna. Hans tidiga konst består av ett satiriskt måleri med en gadd riktat mot dåtidens dumdryga potentater och den anstormande bruna diktaturens kult av rasfanatism och krigsheroism. Han var anställd som tecknare vid Svenska Dagbladet 1923–1930 och han gav ut den satiriska månadstidskriften Satirikus 1935–1936 som han själv illustrerade och klichérade. Under andra världskriget upphörde han med sin satiriska tecknade konst på grund av ett bristande gensvar och övergick till måleriet. 
Bland hans offentliga arbeten märks en Kavalkad över Oskarshamns historia i svetsad järnplåt som monterades på Oskarshamns lasarett. Separat ställde han ut i Stockholm, Uppsala, Oslo, Alingsås, Sundsvall och Torsås. Tillsammans med Eric H. Olson ställde han ut i Östersund och tillsammans med Axel Waleij i Örebro. Han medverkade i samlingsutställningarna Kamraterna på Galleri S:t Clara i Stockholm, Konstsalong Rålambshof, Réalités Nouvelles i Paris, Onsdagsgruppens utställningar på Gallerie Brinken, Kalmarsundsutställningen 1955 och under 1950- och 1960-talen i flera utställningar på Ölands Skogsby. Hans konst består av figur och genremotiv i en dov tung färgskala, nonfigurativa målningar och landskapsbilder från Öland. Han skrev och illustrerade boken Sagan om skogsprinsessan med guldäpplet 1955. Schmägers är representerad vid Örebro läns museum, Kalmar konstmuseum, Institut Tessin i Paris och Nationalmuseum i Stockholm.